# Burro selvagem europeu
Hydruntine ou burro selvagem europeu, (Equus hydruntinus ou Equus hemionus hydruntinus) é um equino extinto do Pleistoceno Médio ao Holoceno Superior, e possivelmente uma subespécie de onagro, nativo da Europa Ásia Ocidental e do Norte da África. É um membro do subgênero Asinus e intimamente relacionado ao asno selvagem asiático atual . O epíteto específico, hydruntinus, significa de Otranto ( Hydruntum em latim).

## Descrição

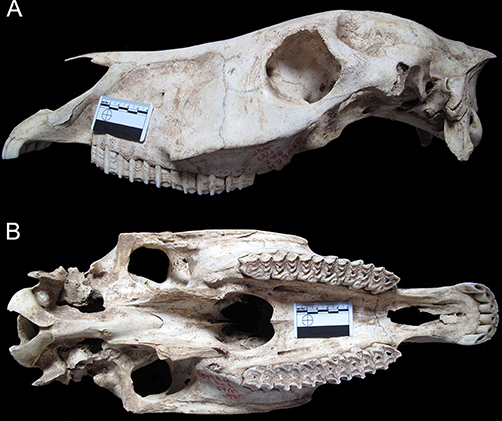
Crânio completo da Crimeia

Em comparação com o burro selvagem asiático (Equus hemionus), a região do focinho do crânio é muito mais curta e um pouco mais larga proporcionalmente, o palato é alongado e a incisura nasal é mais curta. Os dentes são relativamente pequenos em comparação com o tamanho do crânio, mas são muito hipsodontes (coroa alta). As hastes dos ossos metacarpais e metatarsianos também são mais robustas.

## Relacionamento com humanos
A hidrautina é retratada em pinturas rupestres e gravuras paleolíticas da França, bem como em cerâmica neolítica da Anatólia.  Restos encontrados com marcas de corte e/ou em sítios arqueológicos que abrangem do Paleolítico aos mais jovens vestígios conhecidos da espécie na Idade do Ferro em toda a área de distribuição da espécie, incluindo Crimeia, Itália, Península Ibérica e Anatólia, indicaram que ela era caçada por pessoas, incluindo humanos modernos e neandertais.

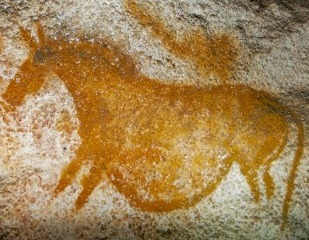
Pintura rupestre da caverna de Lascaux, França.
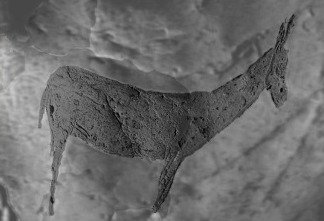
Gravura na caverna Les Trois Frères, França.
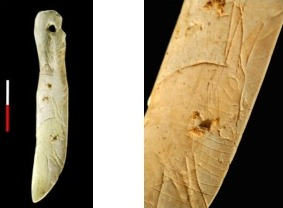
Gravura em pingente da caverna Putois, França
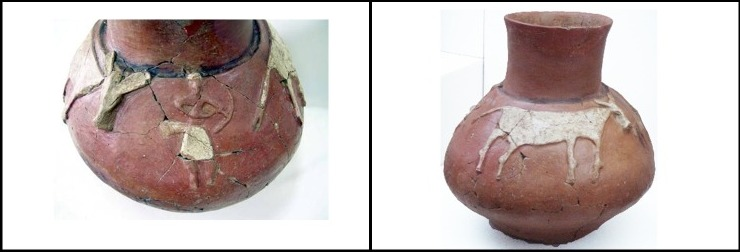
Cena de caça em cerâmica neolítica da Turquia.
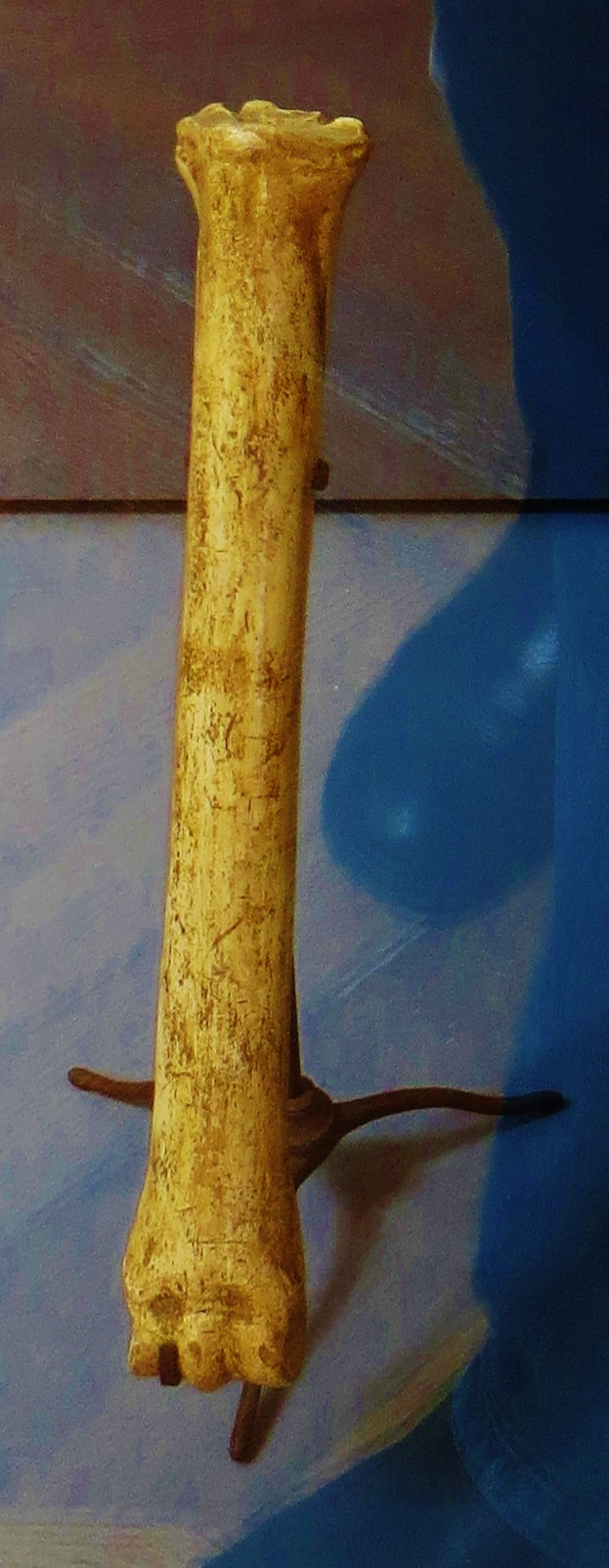
Um femur do animal.
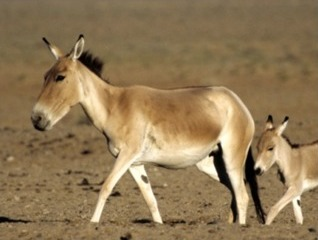
Seu parente atual, o Onagro.